# Lepajci
Lepajci falu Horvátországban Krapina-Zagorje megyében. Közigazgatásilag Krapina községhez tartozik.

## Fekvése
Krapina központjától 5 km-re délkeletre fekszik.

## Története
A falunak 1857-ben 168, 1910-ben 320 lakosa volt. Trianonig Varasd vármegye Krapinai járásához tartozott. 2001-ben a falunak 398 lakosa volt.

## Nevezetességei
Szent Györgynek szentelt temploma a falu főutcáján található. Egyhajós, nyugat-keleti tájolású épület, négyszögletes hajóval és háromoldalú apszissal. A templom neogótikus stílusban épült 1905-ben egy régebbi kápolna helyén. A templomnak neogótikus berendezése van, mely tiroli mesterek munkája a 19. század végéről.